# Mercería

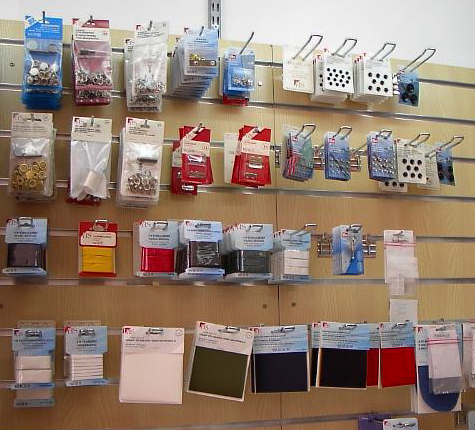
Sección de «mercería» en una tienda de libre servicio.

Una mercería, blorchería, paquetería, cordonería o sedería es un establecimiento en que se venden productos de costura, punto, manualidades y lencería.
En general, las mercerías son pequeñas tiendas que se encuentran tanto en el centro de las ciudades como en los barrios y centros comerciales, en las que se encuentra todo lo necesario para realizar labores de costura, así como otros adornos, cuentas, quincallería y complementos. También existen grandes mercerías, que ofrecen un completo surtido de artículos.

## Tipos de artículos
Entre los artículos que se comercializan en las mercerías figuran:
- Artículos de costura: cintería, botones, hilos, corchetes, agujas, blondas, dedales, etc.
- Repuestos textiles: hombreras, coderas, rodilleras, sobaqueras, etc.
- Adornos textiles: bordados, pasamanería, encajes, flecos, galones, etc.
- Artículos de estética personal: adornos para el cabello (pinzas, pasadores, peinetas, etc.), bisutería, etc.
- Labores: patchwork, bordados, encaje de bolillos, ganchillo, macramé, punto, punto de cruz, entre otros.
- Ropa de bebé y otras prendas pequeñas: peleles, zapatos y sandalias, toallas, cinturones, medias en general, ropa íntima, etc.